# Zuckermanns Farm – Wilbur im Glück
Zuckermanns Farm – Wilbur im Glück (Originaltitel: Charlotte’s Web) ist ein abendfüllendes Zeichentrickfilm-Musical von Hanna-Barbera aus dem Jahr 1973. Er basiert auf dem Roman Wilbur und Charlotte (Originaltitel: Charlotte’s Web) von E. B. White. 2003 erschien die Fortsetzung Schweinchen Wilburs großes Abenteuer, die direkt für den Video- und DVD-Markt produziert wurde.

## Handlung
Auf dem Bauernhof von Homer Zuckermann lebt ein junges Schweinchen namens Wilbur. Als Wilbur erfährt, dass er geschlachtet werden soll, gerät er in Panik. Doch dann trifft er die Spinne Charlotte, die Worte in ihr Netz webt und damit den Bauer zu überzeugen versucht, dass Wilbur ein außergewöhnliches Tier sei, das nicht geschlachtet werden dürfe.

## Produktion und Veröffentlichung
Der Film wurde von Hanna-Barbera unter der Regie von Charles A. Nichols und Iwao Takamoto produziert. Die Musik des Filmes wurde von den Sherman-Brüdern komponiert.
Der Film wurde von Paramount Pictures in den USA am 1. März 1973 veröffentlicht. Es gab eine Vorpremiere in New York City am 22. Februar 1973. Der Film wurde am 30. März 1973 in Westdeutschland, am 11. August in Schweden und am 25. August in Japan veröffentlicht.

## Synchronisation
Die deutsche Vertonung fand bei der Berliner Synchron statt. Fritz A. Koeniger schrieb das Dialogbuch, Friedrich Schoenfelder, der auch den Erzähler sprach, führte die Dialogregie.
| Rolle            | Englischer Sprecher | Deutscher Sprecher     |
| ---------------- | ------------------- | ---------------------- |
| Charlotte        | Debbie Reynolds     | Grit Boettcher         |
| Wilbur           | Henry Gibson        | Stefan Wigger          |
| Templeton        | Paul Lynde          | Harry Wüstenhagen      |
| Avery Arable     | Danny Bonaduce      | Stefan Sczodrok        |
| Fern Arable      | Pamelyn Ferdin      | Ina Patzlaff           |
| Gans             | Agnes Moorehead     | Brigitte Mira          |
| Homer Zuckermann | Bob Holt            | Martin Hirthe          |
| Lurvy            | Herb Vigran         | Randolf Kronberg       |
| Mr. Arable       | John Stephenson     | Michael Chevalier      |
| Mrs. Arable      | Martha Scott        | Bettina Schön          |
| Mrs. Fussy       | Joan Gerber         | Tina Eilers            |
| Mrs. Zuckermann  | Joan Gerber         | Inge Landgut           |
| Erzähler         | Rex Allen           | Friedrich Schoenfelder |

## Rezeption
E. B. White war mit der filmischen Umsetzung seines Romanes nicht zufrieden. Er sagte über den Film: „Die Geschichte wird alle paar Minuten unterbrochen, damit jemand ein fröhliches Lied singen kann. Ich halte nicht viel von fröhlichen Liedern.“ und beschrieb ihn als „Disney World mit 75 Posaunen“.
Im Jahr 2000 schrieb Marjorie Baumgarten im Austin Chronicle, dass die Animation bei diesem Film besser sei als das Mittelmaß sonstiger Hanna-Barbera-Produktionen und die Auswahl der Sprecher hervorragend.